# 天主教多明尼加共和國軍中教長區
天主教多明尼加共和國軍中教長教區（拉丁語：Ordinariatus Militaris Respublica Dominicanae）是多明尼加共和國一個天主教的軍中教長區，直屬聖座，負責牧養信奉天主教的多明尼加共和國軍人及其家眷。
教長區2004年有卅三個堂區、卅三名名司鐸、八個終身執事、三個修士、五個修女。現任教長為尼古拉·德赫蘇斯·洛佩斯·羅德里格斯。
1958年1月23日成立軍中代牧區，1986年7月21日被升為教長區。